# Llanfihangel Rhos-y-Corn
Llanfihangel Rhos-y-Corn är en community i Storbritannien.   Den ligger i kommunen Carmarthenshire och riksdelen Wales, i den södra delen av landet, 280 km väster om huvudstaden London.